# Tytoń (produkt)

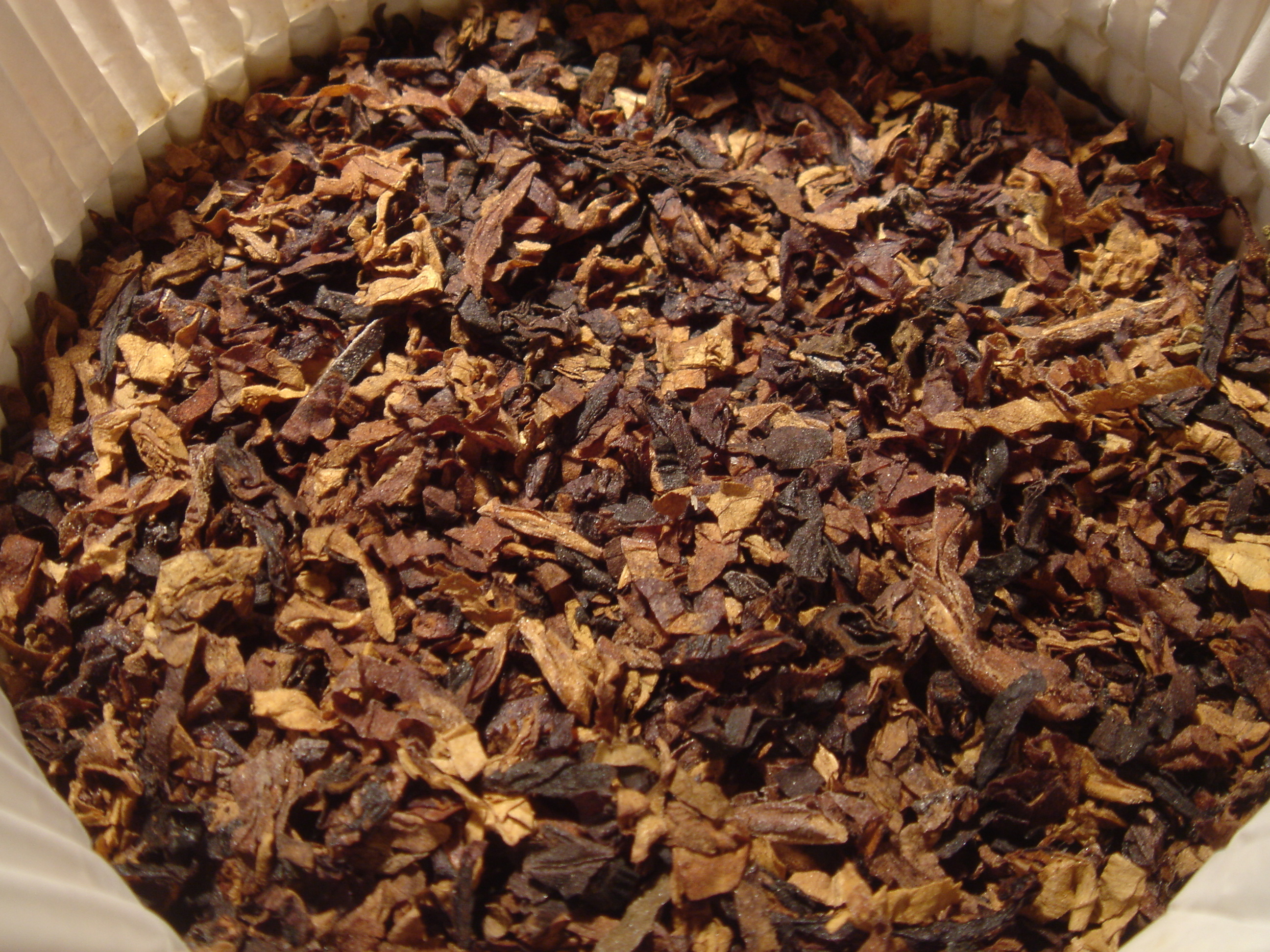
Wysuszony tytoń przygotowany do palenia przy użyciu fajki

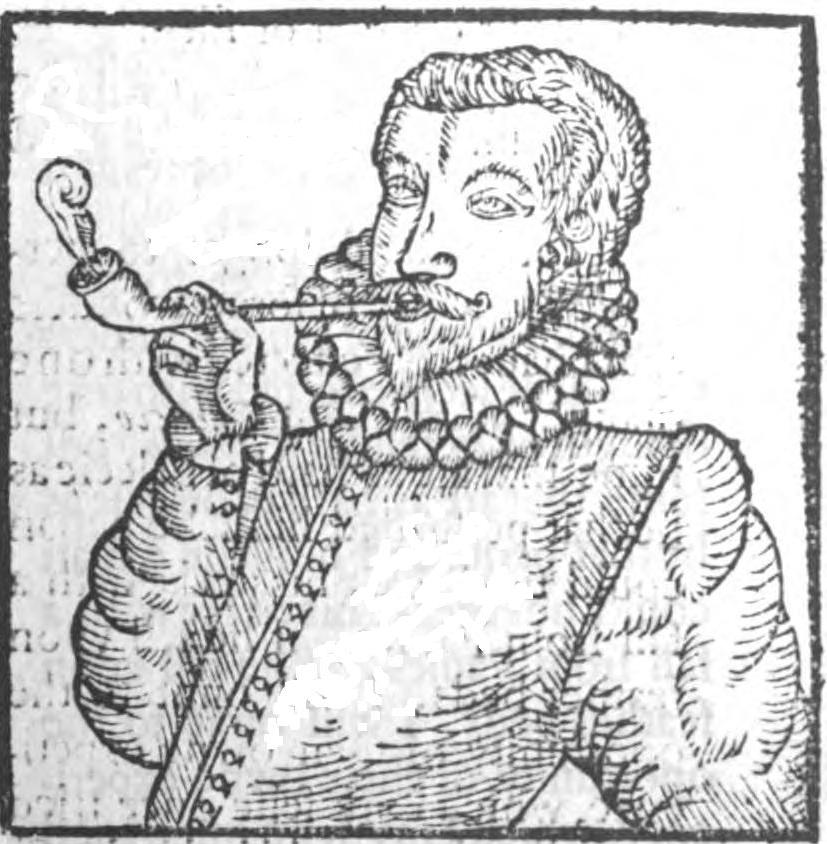
Najstarszy znany wizerunek Europejczyka palącego tytoń zamieszczony w tekście pt. Tabacco autorstwa Anthoniego Chute'a

Tytoń – środek powstający w wyniku obróbki liści tytoniu, którego można używać jako pestycydu, surowca farmaceutycznego lub – najczęściej – używki. W tej ostatniej roli stanowi w państwach Unii Europejskiej i większości innych państw towar objęty podatkiem akcyzowym. Najpopularniejszymi sposobami używania tytoniu jest palenie go, polegające na spalaniu wyrobu tytoniowego w formie krajanki tytoniowej do fajki lub fajki wodnej, albo w formie papierosa, cygaretki lub cygara, z przyjmowaniem powstającego dymu tytoniowego drogą wdychania, a także podgrzewanie wkładu tytoniowego w podgrzewaczu tytoniu i przyjmowanie powstającego aerozolu drogą wdychania, zaś inne używane sposoby to: przyjmowanie w formie tabaki drogą wdychania do nosa oraz zażywanie doustne w formie snusu drogą żucia – przy czym produkcja i obrót tym ostatnim jest w Polsce nielegalna. Ponieważ tytoń zawiera substancję psychoaktywną – nikotynę, nawykowe używanie go prowadzi do uzależnienia zwanego nikotynizmem. Szacuje się, że spożywanie tytoniu jest praktykowane przez 1,1 miliarda ludzi, w tym 1/3 populacji dorosłych.
Ziele tytoniu pochodzi głównie od dwóch gatunków roślin uprawnych, którymi są: tytoń szlachetny oraz tytoń bakun (machorka). Zainteresowanie świata naukowego wydajnością ich uprawy zmieniało się znacząco, odpowiednio do poziomu opłacalności i rozwoju przemysłu tytoniowego, a także stanu wiedzy o wpływie tytoniu i dymu tytoniowego na zdrowie człowieka.
Światowa Organizacja Zdrowia zainicjowała konwencję o ograniczeniu użycia tytoniu.

## Historia
Tytoń był stosowany od bardzo długiego czasu w obu Amerykach jeszcze przed przybyciem Europejczyków, którzy następnie przenieśli zwyczaj użytkowania tytoniu do Europy. Wiele plemion rdzennych Amerykanów uprawiało i używało tytoń w Meksyku już w latach 1400–1000 p.n.e.. Mieszkańcy wschodniej części Ameryki Północnej nosili tytoń w dużych torbach, traktując go jako towar w handlu wymiennym, i palili go w kalumetach.
Wraz z napływem Europejczyków do obu Ameryk tytoń stał się ważnym produktem handlowym. Napędzał i stanowił główną część gospodarki południowych Stanów Zjednoczonych do czasu, kiedy został zastąpiony bawełną. Po wojnie secesyjnej  wynaleziono maszyny, które zautomatyzowały produkcję papierosów. Wzrost produkcji przyczynił się do gwałtownego zwiększenia się przemysłu tytoniowego.
Niektóre społeczności religijne (np. Świadkowie Jehowy czy Kościół Adwentystów Dnia Siódmego) są zobowiązane do wystrzegania się palenia i zażywania tytoniu.

## Roślina
Jest wiele gatunków należących do rodzaju Nicotiana z rodziny psiankowatych. W przeciwieństwie do wielu innych roślin z tej rodziny, rośliny z tego rodzaju nie zawierają trujących dla człowieka alkaloidów tropanowych, natomiast zawierają duże ilości uzależniającej nikotyny.
Do najczęściej uprawianych gatunków tytoniu należą: tytoń szlachetny oraz tytoń bakun (machorka), pochodzące z rejonu Ameryki Łacińskiej, głównie krajów od Peru do Meksyku. W Europie pojawił się dopiero w XVI wieku.
Tytoń ma duże wymagania cieplne, najlepsza temperatura do jego wzrostu wynosi 18–25 stopni Celsjusza. Z tego względu przy niższych temperaturach istnieje prawdopodobieństwo zahamowania wzrostu tej rośliny co powoduje uszkodzenie rośliny i obniżenie jej jakości. Potrzebuje dobrych gleb i wilgotnego powietrza. Może osiągnąć wysokość od 1 do 2 metrów. Główne rejony uprawy tytoniu: Azja (Chiny, Indie, Turcja), Europa (Włochy, Hiszpania, Polska, Grecja, Chorwacja, Francja, Węgry i Bułgaria), Ameryka Południowa (Brazylia), Ameryka Północna (Stany Zjednoczone), Afryka (Zimbabwe). Największymi producentami są Chiny, Indie, Stany Zjednoczone i Brazylia.

## Wpływ na zdrowie

Według czasopisma naukowego The Lancet tytoń jest trzecią najbardziej uzależniającą i 14. najbardziej szkodliwą używką spośród 20 najpopularniejszych używek

Substancje toksyczne zawarte w dymie tytoniowym, obejmujące nikotynę oraz substancje smoliste i lotne (w tym liczne kancerogeny), mogą wywołać między innymi raka płuc, krtani, wargi i gardła, choroby układu krążenia takie jak miażdżycę, chorobę niedokrwienną serca, niedokrwienie mózgu i chorobę Bürgera, a także choroby układu oddechowego takie jak przewlekłą obturacyjną chorobę płuc, także u osób, które przebywają w pobliżu osób palących (tzw. „bierne palenie”). Dane statystyczne pokazały, że osoby niepalące żyjące z partnerami, którzy palą w domu, są o 20–30% bardziej narażone na raka płuc, natomiast dla osób wystawionych na działanie dymu tytoniowego w miejscu pracy ryzyko to wzrasta o 16–19%. Dym tytoniowy jest ponadto alergenem, mogącym powodować u osób uczulonych typowe symptomy podrażnienia, jak katar, łzawienie oczu, kichanie czy kaszel.
W Polsce liczba osób uzależnionych od nikotyny może wynosić nawet 23% wśród dorosłych kobiet, oraz 39% w populacji dorosłych mężczyzn. Nikotyna wnika do ludzkiego organizmu pod postacią jednego ze składników dymu tytoniowego. W przypadku odstawienia nikotyny u osób, które są uzależnione, dochodzi do niepożądanych skutków ubocznych, jakimi są: uczucie zmęczenia, nerwowość, chwiejność emocjonalna, drażliwość, upośledzenie koncentracji, zaburzenia snu, bóle głowy oraz mięśniowe, zwiększenie łaknienia czy zaparcia. Światowa Organizacja Zdrowia (WHO) sklasyfikowała chroniczny nikotynizm jako chorobę numer F17, czyli zaburzenia zachowania oraz zaburzenia psychiczne, które spowodowane jest paleniem tytoniu.
Duży odsetek schizofreników pali tytoń. Istnieje teoria, że może być to spowodowane podłożem genetycznym. Inna teoria zakłada, że jest to swoista forma samoleczenia.
Według czasopisma „The Lancet” – spośród dwudziestu najpopularniejszych, najbardziej uzależniających używek, tytoń jest na trzecim miejscu, zaraz po heroinie i kokainie. Istnieją różne metody walki z takim uzależnieniem, których efektywność zależy od płci. Podczas gdy w przypadku mężczyzn dobre efekty przynoszą plastry zawierające nikotynę, w przypadku kobiet nie mają one takiej siły oddziaływania; więcej może zdziałać terapia behawioralna niż środki farmakologiczne wspomagające rzucenie palenia.